# Stohánek
Stohánek je zaniklý skalní hrad v katastrálním území Svébořice města Ralsko v okrese Česká Lípa v Libereckém kraji. Existoval po krátkou dobu v první polovině patnáctého století a jeho pozůstatky byly využity v osmnáctém století ke zřízení poustevny. Skalní suk je chráněn jako přírodní památka Stohánek.

## Historie
Hrad založil Beneš z Vartenberka někdy v letech 1427–1431 na pozemcích, které pro něj byly vyčleněny z děvínského panství po smrti jeho otce Petra z Vartenberka na Děvíně. K hospodářskému zázemí hradu tehdy patřily pravděpodobně vsi Svébořice, Ploužnice a Ostrov. První písemná zmínka o hradu pochází z roku 1431. O devět let později byl Stohánek připojen zpět k Děvínu, byť nejspíše zůstal samostatnou správní jednotkou. Zánik hradu bývá, bez opory v historických pramenech, spojován s vojenským tažením lužického Šestiměstí do Čech v roce 1444. Poslední zmínka o hradu z roku 1453 je uvedena v přídomku Janaše ze Stohánku, který byl pravděpodobně manem Jana z Vartenberka. V popisu děvínského panství z roku 1544 není Stohánek vůbec uveden.
V letech 1760–1773 sloužily zbytky hradu jako poustevna. První poustevník na Stohánku postavil dřevěný domek a u schodiště vysekal šestnáct výklenků pro obrázky křížové cesty. V roce 1768 ho nahradil Johann Wenzel Steinfelder z Holiček, známý též jako bratr Jeroným, který poustevnu opustil po pěti letech. V roce 1775 se ve Svébořicích oženil a ještě téhož roku zemřel. Vrchnost potom nechala poustevnu zbořit a z jejího dřeva vybudovat svébořický dům čp. 44. Poslední úpravy skály proběhly v době zpřístupňování vrcholu turistům.
Poustevnu v povídce Poslední poustevnice popsala Karolina Světlá. Skálu v ní označila jako Strouhánek, přepisem z německého Strohanke. V povídce líčila, jak pomocník jednoho poloslepého poustevníka byla přestrojená žena, která sem utekla ve strachu z kupce, kterému sloužívala. Pak ji nahradila jiná pomocnice a poustevník Jetoným pro nemravný život musel roku 1773 odejít a poustevna osiřela.

## Archeologie
Povrchovými sběry na skalním suku a na jeho úpatí byl získán nevelký soubor keramických střepů datovaných do doby od přelomu čtrnáctého až patnáctého století do poloviny patnáctého století. Část keramiky je uložena v českolipském muzeu. Úpravy v osmnáctém století zcela zničily archeologickou situaci na vrcholové plošině.

## Stavební podoba

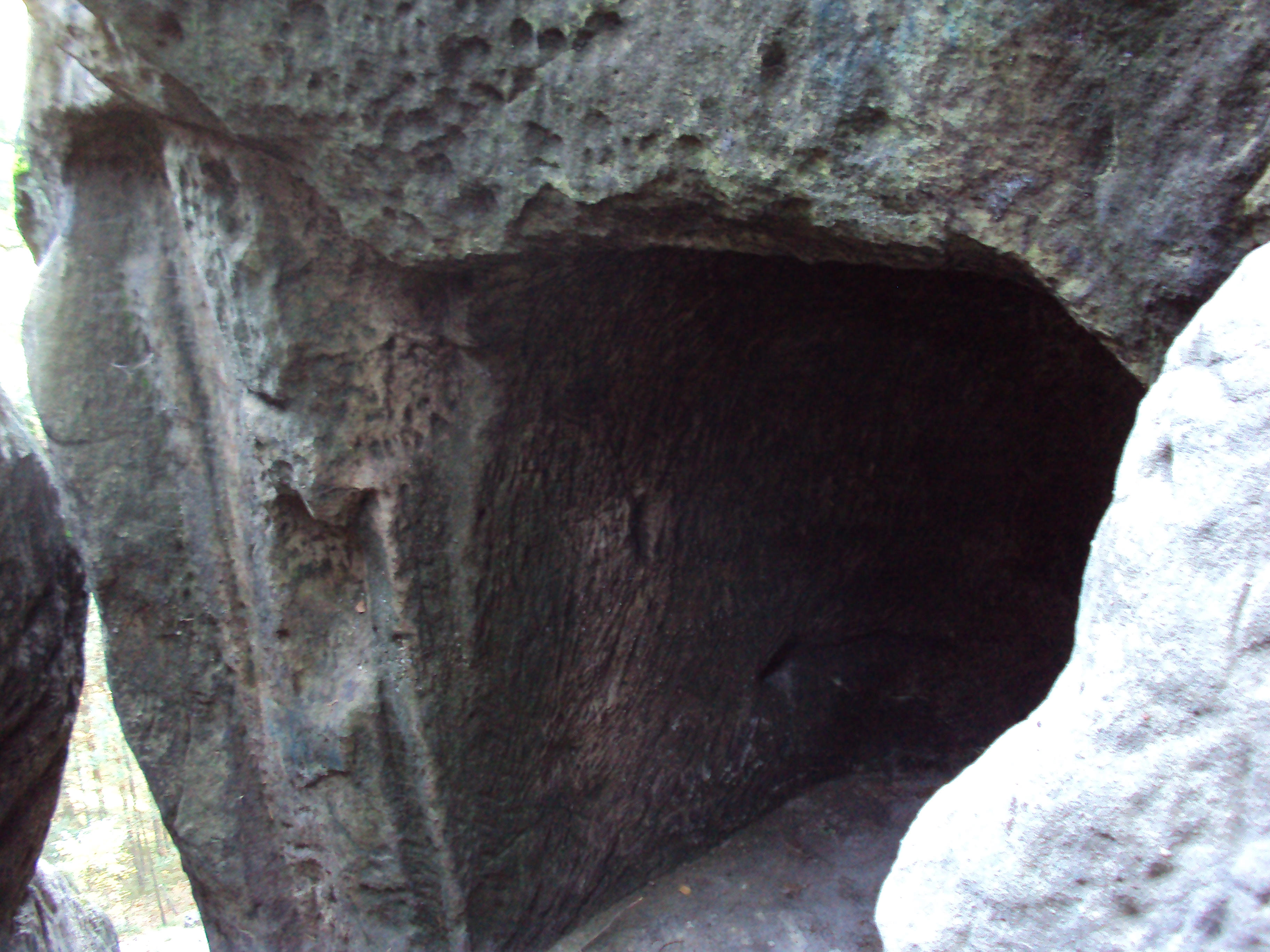
Světnička v půli schodiště

Pískovcový suk převyšuje terén vrchu o 23–25 metrů. Na místě zcela chybí pozůstatky malty nebo stavebního kamene, takže lze předpokládat, že stavební konstrukce byly postaveny především ze dřeva. U paty skalního útvaru se nacházelo předhradí. Jeho reliktem je na severní straně skály vysekaný výklenek a podobně upravený, jedenáct metrů dlouhý, prostor na východě.
Na vrcholovou plošinu se původně vstupovalo skalní spárou, která začíná čtyři metry nad úrovní terénu. Spáru uzavíraly dveře, po nichž se zachovala kapsa nadpražního překladu a kapsa po závoře. Plató je poznamenané několika novověkými zásahy do skály. Největší je obdélný objekt, využívaný v osmnáctém století jako kaple, který může být středověkého původu.

## Přístup
Severně od hradního vrchu vede zeleně značená turistická trasa z Hamru na Jezeře k Malému Jelenímu vrchu, kde se napojuje na červeně značenou trasu do Stráže pod Ralskem. Podél východního úpatí vede účelová komunikace, po níž je značena cyklotrasa č. 3046.